# Fatso
Fatso er en norsk film instrueret af Arild Fröhlich, som også har skrevet manuskriptet sammen med Lars Gudmestad, baseret på romanen Fatso af Lars Ramslie.
Filmen har Nils Jørgen Kaalstad i hovedrollen som den 34 år gamle jomfru Rino Hanssen. Filmen skulle oprindeligt hedde Knullegutt, men blev ændret til bogtitlen efter ønske fra forfatteren og forlaget.
Filmen havde et budget på 19.750.000 kroner og havde premiere 24. oktober 2008.

## Rolleliste
- Per Kjerstad Andersen – Magnus
- Arnt Egil Andreassen
- Maren Bervell – Kiwi-dama
- Marie Gisselbæk – Nina date
- Kyrre Hellum – Fillip
- Ann Eleonora Jørgensen – Dansk prostitueret
- Nils Jørgen Kaalstad – Rino
- Petter Kaalstad – Rinos far – Torleif
- Josefin Ljungman – Malin
- Lisa Loven – Martine
- Jon Anders Løvøen
- Julia Markiewicz – Nikita
- Matti Herman Nyqvist – Mathias
- Rudi Simmons – Dude #2
- Jenny Skavlan – Synnøve